# Cal·lianira
Cal·lianira (en grec antic Καλλιάνειρα) va ser segons la mitologia grega, una de les cinquanta Nereides, filla de Nereu, un déu marí fill de Pontos, i de Doris, una nimfa filla d'Oceà i de Tetis, que cita Homer a la llista de nereides que dona a la Ilíada.
Homer diu que ella va ser una de les trenta-dues nereides que van pujar des del fons de l'oceà per arribar a les platges de Troia i plorar, juntament amb Tetis la futura mort d'Aquil·les